# 243 هـ
243 هـ هي سنة في التقويم الهجري امتدت مقابلةً في التقويم الميلادي بين سنتي 857 و858.

## وفيات
- الطوال (نحوي)
- حرملة بن يحيى
- زرياب
- عبد الله الشعاب
- عيسى بن شهيد
- يحيى بن جعفر بن أعين البارقي
- يوحنا بن ماسويه
- أبو عبد الله العدني
- ابن ماسويه
- الحارث المحاسبي
- هناد بن السري
- إبراهيم بن عباس الصولي